# 蔵釈
『蔵釈』（ぞうしゃく、巴: Peṭakopadesa、ペータコーパデーサ）とは、パーリ仏典経蔵小部の中の経典。『ペータカ』（Peṭaka）とも略称される。題名通り注釈書としての体裁を持つ文献だが、『導論』同様その内容には他の文献では見られない特異な面がある。
基本的にはビルマで経典扱い、タイやスリランカでは蔵外扱いとなり易いが、場合によって異なり、一概には言えない。

## 構成
1. Ariyasacca-pakāsana-paṭhamabhūmi
2. Sāsana-paṭṭhāna-dutiyabhūmi
3. Suttādhiṭṭhāna-tatiyabhūmi
4. Suttavicaya-catutthabhūmi
5. Hãravibhanga-pañcamabhūmi
6. Suttattha-samuccaya-bhūmi
7. Hārasampāta-bhūmi
8. Sutta-vibhangiya